# Open Kampioenschap van Utrecht
Het Open Kampioenschap van Utrecht (kortweg OKU) is een weekendschaaktoernooi dat sinds 1974 ieder jaar in Utrecht wordt gespeeld. De organisatie is in handen van Schaakvereniging Paul Keres. Het vindt doorgaans eind mei / begin juni plaats en wordt door tegen de 200 deelnemers bezocht.

## Geschiedenis
In 1969 organiseerde SV Paul Keres, toen nog onder de naam Utstud, voor het eerst het Utrechts Studentenschaak Kampioenschap. Met de toegankelijkheid van de vereniging voor niet-studenten werd het toernooi in 1974 eveneens opengesteld. Het OKU werd in het voorjaar gedurende een week op de avonden verspeeld. In 1980 is het format naar een weekendtoernooi gewijzigd. Het is na het Daniël Noteboom-toernooi het oudste weekendtoernooi in Nederland. 
Het toernooi is op veel plekken in Utrecht en directe omgeving georganiseerd. De laatste editie van 2022 vond plaats in het LIFE-gebouw van Berenschot. De jaren daarvoor vond het in het Utrechts Stedelijk Gymnasium plaats.  
Sinds 2014 wordt op het OKU ook gestreden om het Persoonlijk Kampioenschap van de Stichts-Gooise Schaakbond.  

## Externe koppelingen
- (nl)  Officiële website